# Jiří Pokorný
Jiří Pokorný, född den 14 oktober 1956 i Brno, Tjeckien, är en tjeckoslovakisk tävlingscyklist som tog OS-brons i lagförföljelsen vid olympiska sommarspelen 1980 i Moskva. 